# 女狼俱樂部
《女狼俱樂部》是一部2000年美國歌舞喜劇劇情片，故事以土狼醜沙龍店（Coyote Ugly Saloon）為題材。由大衛·麥納里執導，潘波·貝拉柏、亞當·加西亞、玛丽亚·贝罗、梅兰妮·林斯基、布丽姬·穆娜、約翰·古德曼和泰雅·賓絲主演。該片於2000年8月4日在美國上映，其評價不佳，但卻成功在全球票房收益達1.13億美元。《女狼俱樂部》在日後得到了邪典追捧的地位，受到部分粉絲的歡迎。

## 演員
- 潘波·裴拉柏 飾 維爾莉特·桑福德
- 亞當·加西亞 飾 凱文·歐唐納
- 玛丽亚·贝罗 飾 莉莉安娜·洛芙
- 約翰·古德曼 飾 威廉·比爾·桑福德
- 泰雅·賓絲 飾 柔
- 伊莎貝拉·米克 飾 卡米
- 梅兰妮·林斯基 飾 格洛麗亞
- 布丽姬·穆娜 飾 瑞秋
- 黎安·萊姆絲 飾 她自己
- 強尼·諾克斯維爾 飾 學生
- 麥可·貝 飾 攝影師

## 製作
本片的主體拍攝於1999年8月21日開始，拍攝地包含洛杉矶和纽约。

## 反響

### 票房
《女狼俱樂部》在北美上映首週票房收穫1731萬美元，位居當週票房排名第四位。它在美國國內共獲得了6078萬美元的票房，海外收穫5313萬美元，全球總計1.13億美元，表現良好。

## 外部連結
- 互联网电影数据库（IMDb）上《女狼俱樂部》的资料（英文）
- 豆瓣电影上《女狼俱樂部》的資料 （简体中文）
- Box Office Mojo上《女狼俱樂部》的資料（英文）